# Monnina macrostachya
Monnina macrostachya là một loài thực vật có hoa trong họ Polygalaceae. Loài này được Ruiz & Pav. mô tả khoa học đầu tiên năm 1798.